# Норман, Альфред Мерл
Альфред Мерл Но́рман (англ. Alfred Merle Norman; 29 августа 1831 — 26 октября 1918) — британский священник и натуралист, педагог, научный писатель.
Родился в Эксетере в семье врача и помещика. С детства изучал моллюсков и растения. С 1844 по 1848 год учился в колледже в Вестминстере, затем учился в колледже Крайст-Чёрч в Оксфорде, получив в 1852 году степень бакалавра; в 1859 году получил степень магистра в Оксфордском университете. После завершения обучения работал домашним учителем у детей графини Глазго в Милпорте, затем отправился в Уэлский богословский колледж и в 1856 году был рукоположён в сан диакона, в том же году став викарием в Лестершире, а в 1857 году стал священником. В 1858 году был назначен куратом в Седеефилде. С 1864 по 1866 год был куратом в Хогтон-ле-Спринге, затем получил вновь образованный приход в Бурмуре, в 1867 году стал капелланом графа Даремского. В 1885 году стал каноником кафедрального собора Дарема. В 1898 году вышел в отставку по состоянию здоровья и переехал в Беркхемстед, Хартфордшир, где прожил до конца жизни и посвятил последние её годы написанию научных работ. На протяжении жизни состоял членом Малакологического и Конхологического обществ, естественноисторических обществ Нортумберленда и Дарема, Британской ассоциации содействия развитию науки. В 1890 году был избран членом Королевского общества. В 1906 году был награждён медалью Линнея.
Был автором многочисленных научных трактатов, особенно по зоологии, в изданиях различных английских учёных обществ («Proceed. Roy. Soc.», «Trans. Roy. Dubl. Soc.» и др.), издал и отчасти обработал монографию Джеймса Скотта Бауэрбэнка «Monograph British Spongiadæ» (том IV). Изучал птиц, рыб, насекомых и земноводных, однако главным его научным интересом были морские и пресноводные беспозвоночные, от кишечнополостных до моллюсков. Составил большую коллекцию фауны северных частей Атлантического океана, каталог которой был издан под названием «Museum Normanianum». Значительная часть его коллекции впоследствии оказалась в Музее естествознания в Лондоне.